# The Assassination of Jesse James by the Coward Robert Ford
The Assassination of Jesse James by the Coward Robert Ford is een historisch/biografische westernfilm uit 2007 onder regie van Andrew Dominik. Het verhaal is gebaseerd op dat uit het boek van Ron Hansen.
De cinematografie van The Assassination of ... en bijrolspeler Casey Affleck werden beiden genomineerd voor een Academy Award, laatstgenoemde tevens voor een Golden Globe. De productie werd meer dan dertig andere filmprijzen daadwerkelijk toegekend, waaronder een Golden Trailer Award voor de vertelstem van Hugh Ross, een National Board of Review Award en een Satellite Award voor Affleck en de prijs voor beste acteur op het Filmfestival van Venetië voor Brad Pitt.

## Verhaal
De film richt zich op de legende Jesse James vanuit het oogpunt van Robert Ford. James was in zijn tijd Amerika's beruchtste crimineel die samen met zijn broer Frank een bende leidde die banken en treinen overviel.
Robert Ford is gefascineerd door hem en heeft een hele verzameling aan James-spullen bij elkaar gespaard. Zijn fascinatie voor zijn idool gaat soms zo ver dat het amper nog duidelijk is of Ford wil zijn zoals James of dat hij James zelf wil zijn. Hij weet zeker dat hij bij diens bende wil en krijgt de kans via zijn broer Charley, die al diverse klussen met de James-broers geklaard heeft.
Terwijl hij voorzichtig opgenomen en ingewijd wordt in de bende van James, bemerkt Ford dat het er een stuk minder romantisch aan toegaat dan in de verhalen. Frank heeft het wel gehad met het criminele bestaan, Jesse wordt steeds achterdochtiger en de paranoia tussen de bendeleden neemt hand over hand toe. De grens tussen vertrouwen en verraad wordt voor iedereen steeds onduidelijker en Ford voelt zich allesbehalve welkom.
Op het einde van de film blijven Ford en zijn broer over als handlangers van James. De gespannen sfeer tussen het drietal zorgt ervoor dat elk van hen constant vreest voor zijn leven. Uiteindelijk maakt Ford een einde aan de spanning en schiet James dood. Toeval of niet, James deed even voordien zijn wapengordel uit en draaide zich met zijn rug naar hem toe, zodat Ford zonder probleem een wapen kon richten op zijn idool. Ford hoopte in de voetsporen te kunnen treden van James, maar niets is minder waar. Zijn daad verstevigde de legende rond James en hijzelf ging de geschiedenisboeken in als een lafaard.

## Rolverdeling
| Acteur             | Personage                |
| ------------------ | ------------------------ |
| Brad Pitt          | Jesse James              |
| Casey Affleck      | Robert Ford              |
| Mary-Louise Parker | Zerelda Mimms            |
| Sam Shepard        | Frank James              |
| Sam Rockwell       | Charley Ford             |
| Zooey Deschanel    | Dorothy Evans            |
| Ted Levine         | Sheriff James Timberlake |
| Jeremy Renner      | Wood Hite                |
| Meredith Henderson | Nellie Russell           |
| Michael Parks      | Henry Craig              |
| Garret Dillahunt   | Ed Miller                |

## Trivia
- Zanger Nick Cave verzorgde de muziek voor de film en is te zien in een bijrol.
- Hoofdrolspeler Brad Pitt was ook co-producent van de film.
- The Assassination of Jesse James by the Coward Robert Ford wordt op het vlak van stijl vergeleken met westerns zoals Pat Garrett & Billy the Kid, Days of Heaven en McCabe & Mrs. Miller uit de jaren 70 van de vorige eeuw.